# Pókhálós bojtorján
A pókhálós bojtorján (Arctium tomentosum) az őszirózsafélék családjába, a katángformák alcsaládjába, a bojtorján nemzetségbe tartozó növényfaj. Közép-Ázsiában, Kínában és Szibériában, valamint Európa nagy részén (kivétel a Brit-szigetek), Magyarországon is parlagokon, ártereken, nitrogénben gazdag talajon fordul elő, 1500 méteres tengerszint feletti magasságig; középhegységeinkben és a Dunántúlon gyakoribb.

## Leírás
60–120 cm-esre megnövő felálló, elágazó szárú kétéves növény. Vastag karógyökere van. Szára hengeres. A levelek nagy méretűek, nyelesek, szíves-tojásdadok, szélük fogazott. Fonákjuk szürkesfehéren molyhos. A tőlevelek nyele sokszor vörös színű, belül tömör bélszövetű. Július-szeptember között virágzik. Sátorozó bogernyőben nyíló fészekvirágzatában a gömbös-tojásdad fészkek átmérője 1,5–3 cm, a csöves virágok bíborszínűek, a nyelves sugárvirágok hiányoznak. A fészek örve tömötten pókhálós szőrű (innen a magyar elnevezés). Kaszattermése van. A fészekpikkelyek horogszerűen visszahajló csúcsai az állatok szőrébe, ruházatba kapaszkodik, ezzel segítve a terjedést.

## Hatóanyagai
Cserző anyagok, illóolaj, inulin, keserűanyag, nyálka, poliacetilén, tanninsav, zsírosolaj. A közönséges bojtorjánt és a kis bojtorjánt is felhasználják a hatóanyagok kinyerésére.

## Alkalmazása
- diaforetikum (izzasztó szer)
- dyspepsia (rossz emésztésben)

Külsőleg fejbőr-regeneráló hatású.

## Képek
|  |  |  |